# Bulgarie au Concours Eurovision de la chanson 2010
La Bulgarie a participé au Concours Eurovision de la chanson 2010. Ils ont choisi en interne Miroslav Kostadinov pour représenter le pays.
| # | Chanson              | Votes   | Classement |
| - | -------------------- | ------- | ---------- |
| 1 | "Eagle"              | 12,47 % | 3          |
| 2 | "Moyat pogled v teb" | 3,53 %  | 5          |
| 3 | "Twist and Tango"    | 27,42 % | 2          |
| 4 | "Ostani"             | 8,53 %  | 4          |
| 5 | "Angel si ti"        | 48,05 % | 1          |